# Socket 754
Socket 754は、アドバンスト・マイクロ・デバイセズ(AMD)がAthlon XPプラットフォーム（Socket 462、またはSocket Aと呼ばれる）の後継として開発したCPUソケットである。Socket 754はAMD64（新規開発された64ビット命令セット）をサポートした最初のソケットである。
Socket 754を使用した最初のプロセッサは、2003年の前半に市場に投入された。Socket 754は、デスクトップ向けのSocket AM2が2006年5月23日に投入され、モバイル向けのSocket S1が投入されたことで、徐々に終息した。

## 概要
Socket 754はAMDのAthlon 64デスクトッププロセッサ専用のソケットであった。その後、新しいソケットレイアウトのSocket 939やSocket AM2が導入されたことで、Socket 754 はAthlon 64やSempronプロセッサを使用するための、低価格向けソケットとなった。Socket 754は、Socket 939と比較するといくつかの違いがある。
- シングルチャネルメモリコントローラ（64ビット幅）で、最大3枚のDIMMをサポート。（デュアルチャネルをサポートしない）
- より低いHyperTransportの速度。（800MHz双方向、16ビット幅、アップ／ダウンストリーム）
- より低い実効データ帯域。（9.6GB/s）
- より低いマザーボードの製造コスト。

AMDはSocket 754をデスクトップ向けの低価格プラットフォームとして宣伝し、ミッドレンジ／ハイエンドユーザにSocket 939（その後ではSocket AM2）を使用することを推奨したが、Socket 754はモバイル向けのハイエンドソリューションとして使用された。HP zv6000シリーズを除いて、Socket 939用のAthlon 64プロセッサが、モバイル向けとして発売されていなかったためである。最近では、デュアルコアプロセッサとDDR2 SDRAMをサポートすることで、Socket S1がモバイル向けのSocket 754を置き換える予定である。

## 採用製品
CPU
- AMD
  - K8
    - ClawHammer
    - Paris / Newcastle
    - Dublin / Odessa
    - Palermo
    - Venice
    - Sonora / Georgetown / Oakville
    - Newark / Lancaster
    - Roma / Albany

チップセット
- ATI
  - Radeon Xpress 200, 200M
- NVIDIA
  - nForce3 150, 250
  - nForce3 Go 150
  - nForce4 4X, SLI
  - GeForce 6100, 6150
  - nForce3 Professional 150, 250
- ULi (NVIDIA)
  - M1689, M1697
- SiS
  - 755, 760, 756, 761
- VIA
  - K8T800, K8M800, K8N800, K8T890, K8M890, K8N890